# Neritina tiassalensis
Neritina tiassalensis é uma espécie de gastrópode  da família Neritidae
É endémica da Costa do Marfim.